# آننربه

نشان

آننربه (به آلمانی: Ahnenerbe) یک اندیشگاه رایش آلمان بود که خود را یک «جامعه مطالعاتی برای تاریخ باستانی روشن‌فکری» معرفی می‌کرد. هدف آننربه که در ۱ ژوئیه ۱۹۳۵ توسط هاینریش هیملر، هرمان ویرت و والتر داره تأسیس شد؛ پژوهش در خصوص تاریخ انسان شناسانه و فرهنگی نژاد آریایی، آزمایش و سفر اکتشافی با هدف اثبات این بود که جمعیت‌های پیشاتاریخی و اسطوره‌ای نوردیک زمانی بر جهان حکومت می‌کردند.
این گروه رسماً، شتودینگزل‌شافت فوئا گایشتزوئه‌گشیشته، دویچز آننربه (جامعه مطالعاتی تاریخ روشنفکری نخستین، میراث نیاکانی آلمانی، جامعه ثبت شده) خوانده می‌شد و در ۱۹۳۷ به فورشونگز آوند لرگماینشافت داس آننربه (گروه تحقیق و آموزش میراث نیاکانی، جامعه ثبت شده) تغییر نام داد.

## سفرها

### خاور میانه
دکتر فرانتس آلتهایم در ۱۹۳۸ به یک سفر اکتشافی در خاورمیانه رفت.